# 발렌틴 파니아과
발렌틴 파니아과 코라사오(스페인어: Valentín Paniagua Corazao, 문화어: 발렌띤 빠니아과 꼬라싸오, 1936년 9월 23일 ~ 2006년 10월 16일)는 페루의 제55대 대통령이었다.

## 일생
파니아과의 아버지는 볼리비아 태생이지만 일생의 대부분을 페루에서 살았다. 파니아과는 쿠스코에서 태어났으며 그곳에 있는 살레스티안 고등학교를 나왔다. 그리고 나서, 그는 쿠스코에 있는 산안토니오 아바드 대학에서 법학을 전공, 후에 리마에 있는 산마르코스 시장 대학을 졸업하였다. 후에 그는 정계에 들어갔다.
2000년 알베르토 후지모리가 갑작스런 사임을 하게 되자, 임시 대통령이 되었다. 2001년 알레한드로 톨레도가 당선되자 대통령직을 넘겨 주었다.
2006년부터 그에게 이상증세가 찾아오기 시작하였고, 병원을 자주 방문하게 된다. 그러다 결국 사망하였다.